# Coase-Theorem
Das Coase-Theorem [koʊz-] ist ein Lehrsatz der Mikroökonomie. Das Coase-Theorem gibt Bedingungen an, unter denen Akteure eines Marktes die Ressourcenallokation durch Verhandlungen effizient lösen können, trotz Marktversagen und der hieraus resultierenden Existenz von Externalitäten. Die Lösung entspricht dann einem Marktgleichgewicht. Hierbei wird auf rein ökonomische Überlegungen zurückgegriffen, etwaige Schuld- und Haftungsfragen werden nicht berücksichtigt.
Das Coase-Theorem besagt, dass Märkte unter den unten angegebenen Annahmen effizient mit Externalitäten umgehen. Demnach sind Akteure im betroffenen Markt in der Lage, die an Externalitäten geknüpften Probleme selbständig auszuräumen und die Ressourcen mit Pareto-effizientem Ergebnis aufzuteilen. Wie die Eigentumsrechte hierbei verteilt sind, spielt für die Einigung über die Externalität keine Rolle (Invarianzthese): Die Betroffenen werden stets die effiziente Lösung erzielen.
Das Coase-Theorem wurde 1960 von Ronald Coase im Artikel The Problem of Social Cost beschrieben. Die Bezeichnung Coase-Theorem geht auf George Stigler (1966) zurück. Ronald Coase wurde für diese und andere Leistungen 1991 mit dem Alfred-Nobel-Gedächtnispreis für Wirtschaftswissenschaften ausgezeichnet.

## Annahmen
Keine Transaktionskosten
Für die Gültigkeit des Coase-Theorems wird vorausgesetzt, dass die Verhandlungspartner leicht eine Übereinkunft über die Ressourcenallokation erzielen können. Es wird insbesondere davon ausgegangen, dass bei der Verhandlung zwischen den Akteuren keine Transaktionskosten entstehen.
Vollständige Informationen
Vollständige Informationen der Agenten sind notwendig. D.h. jeder Agent muss Kenntnis über den Effekt der Externalität haben.
Verfügungsrechte
Ebenfalls muss für die Gültigkeit des Coase-Theorems völlige Klarheit über die Verfügungsrechte der Verhandlungspartner bestehen, da sonst keiner der beiden Teilnehmer über die Schädigung/Nutzen entscheiden kann. Hierbei gibt es das Schadensrecht (Laissez-Faire-Regel), bei welchem der negative externe technologische Effekt ausgeübt werden darf, oder die Schadenshaftung (Recht auf Ungestörtheit), welche es dem Geschädigten erlaubt, die Externalität zu verbieten.

## Beispiel

Grafische Darstellung des Coase-Theorems: Internalisierung externer Effekte durch Verhandlungen

Im folgenden Beispiel gehen wir davon aus, dass zwei Unternehmen, ein Fischereibetrieb und ein Medikamentenhersteller, an einem See ansässig sind. Die Verfügungsrechte sind in diesem Beispiel beim Medikamentenhersteller (Laissez-Faire-Regel), er kann also soziale Kosten verursachen. Der Medikamentenhersteller verschmutzt durch die Produktion die umliegende Natur sowie den See. Durch die Verschmutzung beginnt der Fischbestand und die Fischvielfalt zu schrumpfen, was einen Schaden für den Fischereibetrieb darstellt.
Der Fischereibetrieb wird nun die Verhandlungen mit dem Medikamentenhersteller aufnehmen, um diesem einen Anreiz zur Schadensvermeidung zu bieten. Für die Vermeidung der ersten Schadenseinheit bietet der Fischer dem Medikamentenunternehmen einen Transferbetrag, der den Kosten der Schadensvermeidung entspricht. Das Unternehmen wird Schaden vermeiden und der Fischer bezieht hieraus seinen Nutzen. Diese Verhandlung wird von beiden Parteien so lang fortgeführt, bis die Grenzschadenskosten gleich den Grenzvermeidungskosten sind.
In der grafischen Darstellung besteht der Ausgangspunkt der Verhandlungen in Schadstoffemissionen in Höhe von F. Würde der Medikamentenhersteller seinen Schadstoffausstoß bis Punkt C reduzieren, bliebe dem Fischereibetrieb ein Schaden in Höhe der Fläche CFBM erspart. Hierfür müsste der Schädiger Kosten in Höhe der Fläche von SBM tragen. Der Nutzen der Schadensreduktion für den Fischereibetrieb ist deutlich höher als die Kosten der Schadstoffvermeidung. Hier besteht also eine Möglichkeit zur Allokationsverbesserung im Sinne des Paretokriteriums. Daher wird der Fischereibetrieb dem Medikamentenhersteller die Kosten der Schadstoffvermeidung so lange zahlen, bis die Grenzkosten der Schadensvermeidung gleich dem Grenzschaden ist. Diese Situation ist im Punkt G realisiert.

## Kritik
Unter den Voraussetzungen fehlender Transaktionskosten, vollständiger Informationen und bei über die Rechtsordnung abgesicherten freien Verhandlungsmöglichkeiten kann laut Coase-Theorem eine effiziente Lösung erzielt werden, die beispielsweise einer Lösung über die Pigou-Steuer überlegen ist. Sind diese Annahmen nicht erfüllt, kann eine effiziente Lösung verfehlt werden. Auch spielen verschiedene Faktoren wie individuelle Motive oder Gruppendynamik in der Realität eine Rolle.

### Transaktionskosten
Eine Verhandlungslösung würde scheitern, wenn Transaktionskosten ihr entgegenstehen würden, etwa weil die Verhandlung nur über teure Rechtsanwälte geregelt werden könnte oder aber Sprachbarrieren den Verhandlungen entgegenstehen. Wenn die Kosten für einen Rechtsanwalt oder einen Dolmetscher den Nutzen des Vertrages übersteigen, so findet keine Problemlösung statt. Dieses Problem verstärkt sich, je größer die Gruppe der Beteiligten wird. Hierbei ergibt sich zusätzlich das Trittbrettfahrerproblem (englisch free rider problem), d. h. einzelne Geschädigte beteiligen sich nicht an den Kompensationszahlungen an den Verursacher, profitieren aber trotzdem durch die Schmälerung des externen Effektes.
Aus dieser Sicht können staatliche Eingriffe nützlich sein, weil sie zur Senkung von Transaktionskosten auf fehlenden bzw. unvollständigen Märkten beitragen können. Dieser Transaktionskostenvorteil von staatlicher gegenüber privater Koordination nimmt mit der Zahl der beteiligten Wirtschaftssubjekte – zwischen denen eine Verhandlungslösung zu erzielen ist – zu, ist aber keinesfalls automatisch oder garantiert, da mit der staatlichen Verwaltung eine weitere Schicht von Transaktionen und Prinzipal-Agent-Problemen aufgebaut wird.
Des Weiteren generiert auch der Staat unter Umständen gewisse Transaktionskosten, die jedoch unverhältnismäßig sind, da nur noch der Staat stellvertretend als eine Gruppe verhandelt. Der Staat hilft also beispielsweise, mehrfach auftretende Informationskosten zentral zu bündeln, und sorgt so für Kostenvorteile.

### Verhandlungsmacht
Da der Verursacher der externen Effekte maximale Verhandlungsmacht besitzt, kann er diese gegen den Geschädigten in den Verhandlungen einsetzen. Dies führt zwar aus allokativer Sicht immer noch zum Pareto-effizienten Ergebnis, kann aber für den Verursacher zu einem lukrativen Erwerbszweig werden (siehe „Streben nach zusätzlichen Renten“).

### Distributionseffekt und soziale Gerechtigkeit
Verteilungswirkungen werden nicht berücksichtigt. So macht es einzelwirtschaftlich für die Akteure durchaus einen Unterschied, ob ein Recht auf Aktivität oder ein Recht auf Ungestörtheit besteht. Diese distributive Wirkung wird jedoch nicht gewürdigt.
Zudem wird kritisiert, dass Aspekte sozialer Gerechtigkeit ausgeblendet werden, wenn z. B. im Bereich der Umweltpolitik, in der häufig mit dem Coase-Theorem argumentiert wird, Umweltschutzmaßnahmen von der Zahlungsfähigkeit der Betroffenen abhängig gemacht werden.

### Informationsasymmetrien
Informationsasymmetrien können dazu führen, dass die Marktteilnehmer ihren Nutzen bzw. Schaden falsch einschätzen. Im Sinn der Prinzipal-Agent-Theorie lassen sich derartige Ungleichgewichte von den Verhandlungspartnern ausnutzen, wenn sie strategisch agieren. Ein Ausgleich der asymmetrisch verteilten Informationen ist prinzipiell immer möglich, verursacht jedoch Transaktionskosten bzw. Informationskosten. Durch Informationsasymmetrien können einzelne Vertragsparteien versuchen, sich gegenüber dem schlechter Informierten einen Vorteil zu verschaffen. Dieses Verhalten wird auch opportunistisches Handeln genannt.

## Zusammenfassung
Das Coase-Theorem zeigt, dass in einer modellhaften Welt bei Vergleich statischer Gleichgewichte Verhandlungen zu gesamtgesellschaftlich effizienten Lösungen führen können. Ihre dynamische Anreizwirkung hängt wesentlich von den Rahmenbedingungen ab. Die Treffsicherheit einer Verhandlungslösung ist höher als die einer Steuer oder einer Subvention, wenn der Staat nicht über vollständige Information verfügt. Die Anwendung in realen Fälle ist jedoch sehr schwierig wegen Transaktionskosten, der Möglichkeit misslingender Verhandlungen und der problematischen Zuweisung von Eigentumsrechten.